# Apollo 10
Apollo 10 (angleško Apolon 10) je bila četrta vesoljska odprava s človeško posadko v Nasinem Programu Apollo. Odprava je vsebovala drugo posadko za vtirjenje v Lunin tir in preskus Lunarnega modula (LM) na tiru. Med praktičnimi manevri je Lunarni modul desegel višino 15,6 km nad Luninim površjem.
Apollo 10 je dosegel rekord največje hitrosti vesoljske ladje z 39.897 km/h (11,08 km/s). Rekord so dosegli pri vračanju z Lune 26. maja 1969.

## Posadka
Številka v oklepaju predstavlja število vesoljskih poletov vključno s tem za vsakega člana posadke.
- Thomas Patten Stafford (3), poveljnik odprave (CDR)
- John Watts Young (3), pilot Komandnega modula (CMP)
- Eugene Andrew Cernan (2), pilot Lunarnega modula (LMP)

### Nadomestna posadka
- Leroy Gordon Cooper mlajši, poveljnik odprave
- Donn Fulton Eisele, pilot Komandnega modula
- Edgar Dean Mitchell, pilot Lunarnega modula

### Pomožna posadka
- Charles Moss Duke mlajši
- Joseph Henry Engle
- James Benson Irwin
- Jack Robert Lousma

### Nadzorniki poleta
- Glynn Lunney, črna ekipa
- Gerald D. Griffin, zlata ekipa
- Milton Windler, kostanjeva ekipa
- Pete Frank, oranžna ekipa